# ژایمی آماچنکس
ژایمی آماچنکس (پرتغالی: Jayme Amatnecks؛ زادهٔ ۲۲ دسامبر ۱۹۶۶) یک آهنگساز، رهبر ارکستر و مدرس موسیقی اهل برزیل است.
او دانش‌آموختهٔ ریو گرانده شمالی و پایه‌گذار «گروه کُر کودکان دانشگاه ایالتی پونتا گروسا» در سال ۱۹۸۷ میلادی بود.
وی همچنین از سال ۲۰۰۲ تا ۲۰۰۵ میلادی، رهبر ارکستر «ارکستر سمفونیک پونتا گروسا» بود و از سال ۲۰۰۵ تا ۲۰۱۱ و دو بار به عضویت شورای فرهنگ شهرداری پونتا گروسا انتخاب شد.